# Théophile Bourgeois (abbé)
Pour les articles homonymes, voir Théophile Bourgeois (homonymie) et Bourgeois.
Théophile Bourgeois c.r.b., né à Bovernier en 1855 et mort le 22 mars 1939 à Martigny est un religieux catholique suisse qui fut prévôt de la congrégation du Grand-Saint-Bernard de 1888 à 1939.

## Biographie

### De novice à prévôt
Théophile Bourgeois est né le 7 juillet 1855 à Bovernier,,. Il entre comme novice en 1871 dans la congrégation du Grand-Saint-Bernard, où il est ordonné prêtre en 1879,,.
Il enseigne la théologie au noviciat de l'hospice du Grand-Saint-Bernard, puis il est nommé prieur claustral en 1887. Un an plus tard, il est élu à la tête de la congrégation : il en devient donc le prévôt,,.
Il sucède au prévôt Pierre-Joseph Deléglise. Léon XIII confirme son élection le 14 juin 1888 et il est béni dans l'église abbatiale par Adrien Jardinier, évêque de Sion, le 2 septembre 1888,.

### Modernisation et mission

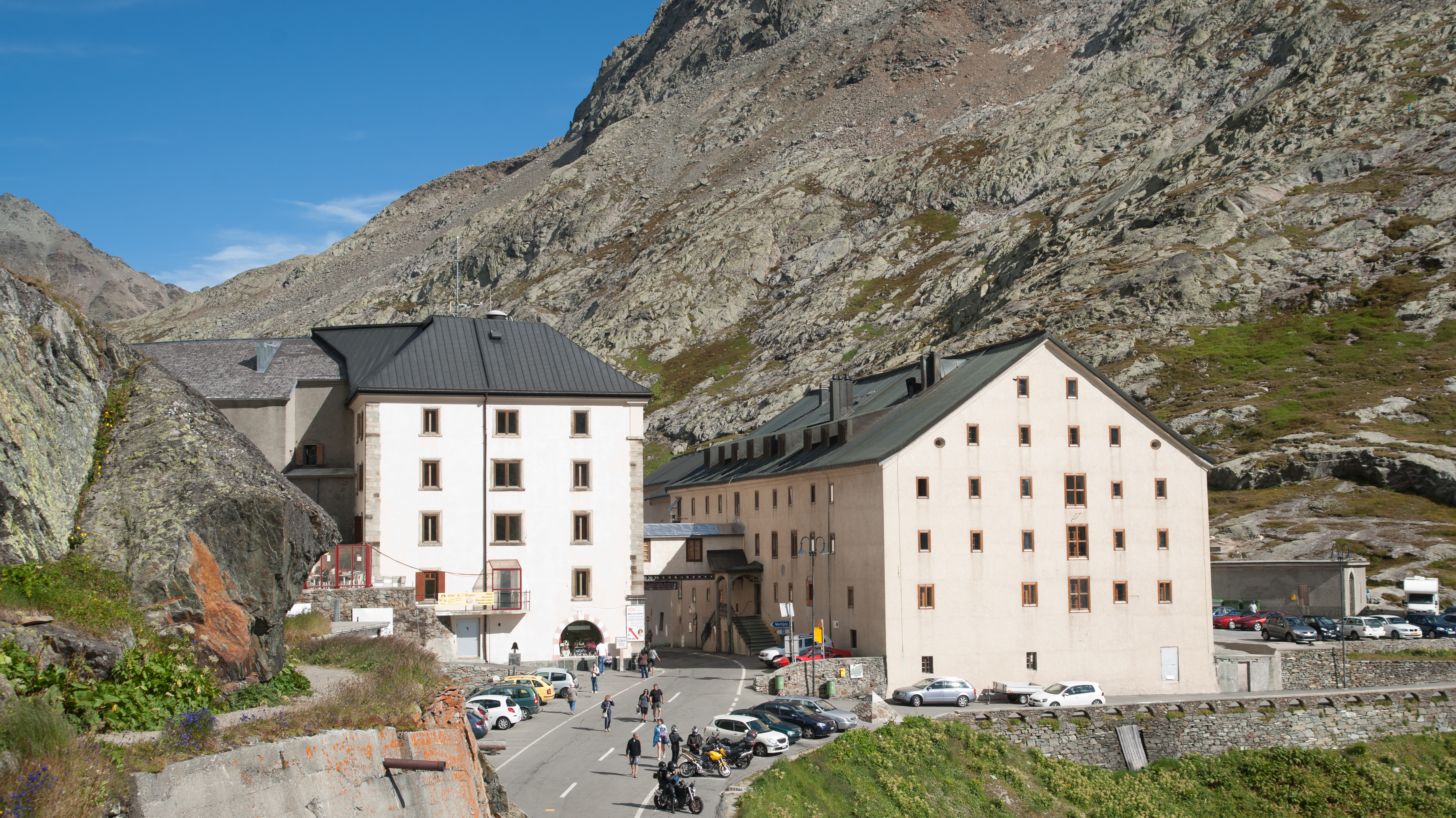
Hospice du Grand-Saint-Bernard aujourd'hui

Il modernise et développe l'hospice du Grand-Saint-Bernard. Il fait aménager la route et installer précocement une ligne téléphonique, le chauffage central et un réseau électrique,,. 
Il fonde une école d'agriculture à Écône,,, dans le canton du Valais, qui est administrée par les chanoines.
À la demande des Missions étrangères de Paris, Théodore Bourgeois crée la mission du Thibet et envoie des jeunes missionnaires dans le Yunnan à partir des années 1930, comme Maurice Tornay,,,. Tout au long de sa carrière Théophile Bourgeois s'est attaché à la formation des jeunes chanoines et au culte de saint Bernard.

### Rapports avec le Saint-Siège
En 1926, le nonce apostolique en Suisse, Luigi Maglione, considère dans un rapport qu'il envoie à la Curie que : « les chanoines réguliers du Saint-Bernard, qui possèdent également l’hospice du Simplon, poursuivent, dans le bon esprit, leur traditionnelle œuvre de charité. Leur prévôt, Mgr Théophile Bourgeois, est une personne infiniment pie et d’une grande bonté, très dévouée au Saint-Siège ». En 1938, Pie XI lui envoie une lettre de félicitations pour ses cinquante ans d'abbatiat, remarquant qu'il est l'abbé régulier le plus ancien de la chrétienté.
Théophile Bourgeois meurt à Martigny à l'âge de 84 ans, le 22 mars 1939. Ses obsèques solennelles ont lieu le 25 mars 1939 à Martigny, en présence de très nombreuses autorités ecclésiastiques de Suisse romande. Nestor Adam (1903-1990) lui succède de 1939 à 1952, avant de devenir évêque de Sion.

### Notices biographiques
- François-Marie Bussard, « Sa Rév. Mgr Théophile Bourgeois, prévôt du Grand St-Bernard », Échos de Saint-Maurice, vol. 38,‎ 1939, p. 129-144 (lire en ligne).
- Pierre-Étienne Duc, La Maison du Grand-Saint-Bernard et ses très révérends prévôts, Aoste, Imprimerie valdôtaine, 2000 (1re éd. 1898).